# Liste der denkmalgeschützten Objekte in Oed-Oehling
Die Liste der denkmalgeschützten Objekte in Oed-Oehling enthält die 7 denkmalgeschützten, unbeweglichen Objekte der Marktgemeinde Oed-Oehling im niederösterreichischen Bezirk Amstetten.

## Denkmäler
| Foto  |                 | Denkmal                                                                                 | Standort                               | Beschreibung | Metadaten |
| ----- | --------------- | --------------------------------------------------------------------------------------- | -------------------------------------- | --- | --- |
| ja    | Datei hochladen | Kath. Pfarrkirche hll. Petrus und Paulus samt Friedhof HERIS-ID: 31292 Objekt-ID: 28233 | Standort KG: Oed Markt                 | Ein spätbarocker Zentralbau mit Walmdach, der nach Plänen vom Wiener Baumeister Paul Ulrich Trientl zwischen 1759 und 1761 erbaut wurde. 1834 wurde der Fassadenturm erneuert und 1961 ein Zwiebelhelm aufgesetzt.                                         | BDA-Hist.: Q37941469 Status: § 2a Stand der BDA-Liste: 2025-06-30 Name: Kath. Pfarrkirche hll. Petrus und Paulus samt Friedhof GstNr.: 21/3 Pfarrkirche Oed bei Oehling |
| ja    | Datei hochladen | Pfarrhof HERIS-ID: 31295 Objekt-ID: 28236                                               | Oed 14 Standort KG: Oed Markt          | Ein zweigeschoßiger hakenförmiger Bau mit Walmdach, der 1716 errichtet wurde. | BDA-Hist.: Q37941479 Status: § 2a Stand der BDA-Liste: 2025-06-30 Name: Pfarrhof GstNr.: 23 Pfarrhof Oed bei Öhling                                                     |
| ja BW | Datei hochladen | Ehem. Gast- bzw. Meierhof und Kellerhaus HERIS-ID: 31298 Objekt-ID: 28239               | Mostviertelplatz 1 Standort KG: Öhling | Ein mächtiger Vierkanthof mit dreiachsigem Mittelrisalit und historistischer Fassade an der Haupt- und Seitenfront, der 1646 urkundlich erwähnt wurde. Die jetzige Form wurde durch den Umbau im Jahr 1878 sowie den Umbau zum Feuerwehrhaus 2006 geprägt. | BDA-Hist.: Q37941505 Status: Bescheid Stand der BDA-Liste: 2025-06-30 Name: Ehem. Gast- bzw. Meierhof und Kellerhaus GstNr.: 355/3, 25/1 Kellerhaus Öhling              |
| ja    | Datei hochladen | Pfarrhof HERIS-ID: 31297 Objekt-ID: 28238                                               | Mostviertelplatz 2 Standort KG: Öhling | Ein blockhafter Bau auf einer mittelalterlichen Sockelmauer mit Walmdach. | BDA-Hist.: Q37941496 Status: § 2a Stand der BDA-Liste: 2025-06-30 Name: Pfarrhof GstNr.: 26 Pfarrhof Öhling                                                             |
| ja    | Datei hochladen | Kath. Pfarrkirche hl. Wolfgang HERIS-ID: 31296 Objekt-ID: 28237                         | Standort KG: Öhling                    | In erhöhter Lage errichtete barocke Saalkirche mit einem vorgestellten neobarocken Westturm aus dem Jahr 1914. Der spätbarocke Hochaltar stammt aus dem Ende des 18. Jahrhunderts und die Orgel ist ein Werk von Johann Lachmayr aus dem Jahr 1898.        | BDA-Hist.: Q37941489 Status: § 2a Stand der BDA-Liste: 2025-06-30 Name: Kath. Pfarrkirche hl. Wolfgang GstNr.: 28 Pfarrkirche Öhling                                    |
| ja    | Datei hochladen | Flur-/Wegkapelle HERIS-ID: 31303 Objekt-ID: 28244                                       | Standort KG: Öhling                    | | BDA-Hist.: Q37941543 Status: § 2a Stand der BDA-Liste: 2025-06-30 Name: Flur-/Wegkapelle GstNr.: 25/5 Wegkapelle Oehling                                                |
| ja    | Datei hochladen | Kriegergedächtniskapelle HERIS-ID: 31304 Objekt-ID: 28245                               | Standort KG: Öhling                    | Eine ehemalige Friedhofskapelle, die 1886 errichtet und nach dem Ersten Weltkrieg zu einem Soldatendenkmal umgebaut wurde. | BDA-Hist.: Q37941552 Status: § 2a Stand der BDA-Liste: 2025-06-30 Name: Kriegergedächtniskapelle GstNr.: 352 Kriegergedächtniskapelle Öhling                            |